# Flavio Zanonato
Flavio Zanonato (Padova, 24 luglio 1950) è un politico e giornalista italiano, europarlamentare per l'VIII legislatura. In precedenza, è stato sindaco di Padova dal 1993 al 1999 e dal 2004 al 2013, e ministro dello sviluppo economico dal 28 aprile 2013 al 22 febbraio 2014 nel governo Letta.

## Biografia
Nato e cresciuto a Padova, in un quartiere popolare proveniente da una famiglia operaia e cattolica, consegue il diploma di Perito Industriale presso l'Istituto Tecnico Industriale Guglielmo Marconi. Ha un fratello minore che è professore associato di chimica generale ed inorganica presso l'Università di Padova. È un giornalista pubblicista, iscritto all'Ordine dei giornalisti del Veneto. Il suo nome è stato dato all'asteroide 8215 Zanonato, scoperto nel 1995 da Yoshisada Shimizu e Takeshi Urata.
Si è laureato nel marzo 2021 in Scienze Filosofiche, presso l'Università degli Studi di Padova, con la valutazione di 108/110.

## Carriera politica
Il suo impegno politico inizia negli anni dei movimenti studenteschi. In breve tempo diventa consigliere comunale e segretario provinciale del Partito Comunista Italiano.
La sua carriera politica prosegue a Roma: Piero Fassino lo porta nella direzione nazionale del partito. In via delle Botteghe Oscure (sede del PCI) ricoprirà la carica di direttore del settore immigrazione ed emigrazione.

### Sindaco di Padova

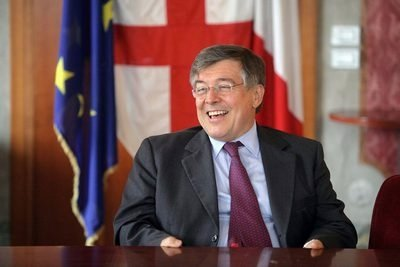
Zanonato come sindaco di Padova

Alle elezioni amministrative del 1990 viene rieletto al consiglio comunale di Padova, dove nel 1993 diventa per la prima volta sindaco di Padova. Verrà quindi rieletto sindaco nel 1995, quando viene utilizzato il sistema dell'elezione diretta, e ricoprirà questa carica per quattro anni. Nel 1999 si candida alla riconferma, ma viene battuto al ballottaggio dalla candidata del centro-destra Giustina Mistrello Destro.
Il 13 giugno 2004 il confronto elettorale si ripete: Zanonato viene eletto sindaco di Padova al primo turno con il 53,4% delle preferenze. Il sindaco, divenuto durante questo mandato famoso per la costruzione del "muro" di via Anelli, ha aderito nel 2007 al Partito Democratico, coordinato all'epoca da Walter Veltroni e Dario Franceschini. Il 22 giugno 2009 viene riconfermato sindaco di Padova, ottenendo al ballottaggio il 52% delle preferenze contro il 48% del candidato del centro-destra Marco Marin.

### Ministro dello Sviluppo Economico
Con la nascita del governo di larghe intese tra PD, Il Popolo della Libertà, Unione di Centro e Scelta Civica guidato da Enrico Letta, il 27 aprile 2013 viene designato per ricoprire la carica di ministro dello sviluppo economico, prestando giuramento il giorno successivo nelle mani del Presidente della Repubblica Giorgio Napolitano come ministro nel governo Letta, dimettendosi dalla carica di sindaco di Padova il 10 giugno dello stesso anno. Il 22 febbraio 2014, con l'insediamento del governo Renzi, viene sostituito dalla tecnica Federica Guidi.

### Europarlamentare
Si candida alle elezioni europee del 2014 per il Partito Democratico nella circoscrizione Italia nord-orientale, dove con 96.165 preferenze viene eletto come secondo classificato.
Nel 2017 abbandona il PD e passa ad Articolo 1 - Movimento Democratico e Progressista di Pier Luigi Bersani, Massimo D'Alema e Roberto Speranza.